# Бурейский район
Буре́йский райо́н — административно-территориальная единица (район) и муниципальное образование Бурейский муниципальный округ (муниципальный округ) в Амурской области России.
Административный центр: рабочий посёлок (посёлок городского типа) Новобурейский.
Законом Амурской области от 24.12.2020 № 665-ОЗ в январе 2021 году муниципальный район преобразован в муниципальный округ, в 2021 году муниципальный округ утверждён как административно-территориальная единица в Уставе и Законе об административно-территориальном устройстве, в Реестре административно-территориальных единиц и населённых пунктов значится как район.

## География
Бурейский район расположен на юго-востоке Амурской области. Граничит на севере с Ромненским районом области, на северо-востоке с Хабаровским краем, на юге и юго-востоке с Архаринским районом области, на юго-западе с городским округом город Райчихинск и Михайловским районом области, на северо-западе  с Завитинским районом области. Площадь около 7,1 тыс. км².
К Бурейскому району относится восьмикилометровый участок левого берега реки Амур выше устья реки Буреи, где проходит российско-китайская государственная граница.
Природа
По территории района протекает река Бурея с притоками Чеугда, Дикан, Тюкан, Кивда. В районе находится 494 614 га лесного фонда. Лес расположен преимущественно на севере. На юге преобладает травянистая растительность. Животный мир представлен енотовидной собакой, волком, колонком, лисицей, медведем, кабаном, изюбрем, косулей, из птиц встречаются тетерев, рябчик. В реках и озёрах водятся карась, сазан, щука, сом, таймень, хариус, пескарь, гольян, ленок.
На территории района расположен природный парк «Бурейский».
Полезные ископаемые
Богатство района составляют такие полезные ископаемые как, мраморизированные известняки и доломиты, минеральные краски, строительный песок, гравий, цеолит, бурый уголь.

## История
Район образован в 1935 году в результате разукрупнения Хингано-Архаринского района с центром в посёлке Бурея. 23 мая 1944 года рабочие посёлки Райчихинск и Кивдинский были выведены из состава района: первый стал городом областного подчинения, а второй перешёл к нему в административное подчинение. В феврале 1963 года административным центром района стал посёлок городского типа Новобурейский.
11 ноября 2005 года в соответствии с Законом Амурской области № 92-ОЗ на территории района образованы 11 муниципальных образований: 3 городских и 8 сельских поселений.

## Население
| \| 1959[9] \| 1970[10] \| 1979[11] \| 1989[12] \| 1990[13] \| 1995[13] \| 2000[13] \| \| -------- \| -------- \| -------- \| -------- \| -------- \| -------- \| -------- \| \| 22 236 \| ↗26 091 \| ↗26 986 \| ↗29 651 \| ↗29 741 \| ↘29 588 \| ↘28 484 \| \| 2001[14] \| 2002[15] \| 2003[16] \| 2004[17] \| 2009[18] \| 2010[19] \| 2011[20] \| \| ↘28 400 \| ↘28 211 \| ↘28 100 \| ↗28 300 \| ↗28 606 \| ↘24 021 \| ↘23 966 \| \| 2012[21] \| 2013[22] \| 2014[23] \| 2015[24] \| 2016[25] \| 2017[26] \| 2018[27] \| \| ↘23 332 \| ↘22 775 \| ↘22 156 \| ↘21 761 \| ↘21 299 \| ↘20 680 \| ↘20 341 \| \| 2019[28] \| 2020[29] \| 2021[30] \| 2023[2] \| \| \| \| \| ↘19 888 \| ↘19 393 \| ↘17 582 \| ↘16 940 \| \| \| \| 5000 10 000 15 000 20 000 25 000 30 000 1990 2003 2012 2017 2023 |         |         |         |         |         |         |
| 1959 | 1970    | 1979    | 1989    | 1990    | 1995    | 2000    |
| 22 236 | ↗26 091 | ↗26 986 | ↗29 651 | ↗29 741 | ↘29 588 | ↘28 484 |
| 2001 | 2002    | 2003    | 2004    | 2009    | 2010    | 2011    |
| ↘28 400 | ↘28 211 | ↘28 100 | ↗28 300 | ↗28 606 | ↘24 021 | ↘23 966 |
| 2012 | 2013    | 2014    | 2015    | 2016    | 2017    | 2018    |
| ↘23 332 | ↘22 775 | ↘22 156 | ↘21 761 | ↘21 299 | ↘20 680 | ↘20 341 |
| 2019 | 2020    | 2021    | 2023    |         |         |         |
| ↘19 888 | ↘19 393 | ↘17 582 | ↘16 940 |         |         |         |

### Урбанизация
В городских условиях (рабочие посёлки Бурея, Новобурейский и Талакан) проживают 81 % населения района.

## Муниципально-территориальное устройство
В Бурейский район входили 11 муниципальных образований, в том числе 3 городских поселения и 8 сельских поселений:
| №        | Муниципальное образование           | Административный центр        | Количество населённых пунктов | Население (чел.) | Площадь (км²) |
| -------- | ----------------------------------- | ----------------------------- | ----------------------------- | ---------------- | ------------- |
| 1e-06    | Городские поселения:                |                               |                               |                  |               |
| 1        | рабочий посёлок (пгт) Бурея         | рабочий посёлок Бурея         | 4                             | ↘4134            | 345,90        |
| 2        | рабочий посёлок (пгт) Новобурейский | рабочий посёлок Новобурейский | 2                             | ↘7435            | 484,50        |
| 3        | рабочий посёлок (пгт) Талакан       | рабочий посёлок Талакан       | 1                             | ↘4139            | 2673,45       |
| 3.000002 | Сельские поселения:                 |                               |                               |                  |               |
| 4        | Алексеевский сельсовет              | село Алексеевка               | 2                             | ↘321             | 264,42        |
| 5        | Виноградовский сельсовет            | село Виноградовка             | 1                             | ↘438             | 147,63        |
| 6        | Долдыканский сельсовет              | село Долдыкан                 | 1                             | ↘369             | 678,84        |
| 7        | Малиновский сельсовет               | село Малиновка                | 3                             | ↘1284            | 240,47        |
| 8        | Райчихинский сельсовет              | село Безозёрное               | 2                             | ↘515             | 227,44        |
| 9        | Родионовский сельсовет              | село Родионовка               | 3                             | ↘373             | 1677,45       |
| 10       | Старорайчихинский сельсовет         | село Старая Райчиха           | 1                             | ↘324             | 114,29        |
| 11       | Успеновский сельсовет               | село Успеновка                | 2                             | ↘292             | 240,47        |

### Населённые пункты
В Бурейском районе 22 населённых пункта.
| №  | Населённый пункт | Тип                                     | Население | Муниципальное образование           |
| -- | ---------------- | --------------------------------------- | --------- | ----------------------------------- |
| 1  | Алексеевка       | село                                    | ↘215      | Алексеевский сельсовет              |
| 2  | Асташиха         | село                                    | ↘106      | Алексеевский сельсовет              |
| 3  | Безозёрное       | село                                    | ↘409      | Райчихинский сельсовет              |
| 4  | Безымянное       | село                                    | ↗106      | Райчихинский сельсовет              |
| 5  | Бурея            | рабочий посёлок                         | ↘3375     | рабочий посёлок (пгт) Бурея         |
| 6  | Виноградовка     | село                                    | ↘438      | Виноградовский сельсовет            |
| 7  | Гомелевка        | село                                    | ↘2        | Малиновский сельсовет               |
| 8  | Долдыкан         | село                                    | ↘369      | Долдыканский сельсовет              |
| 9  | Кивдо-Тюкан      | село                                    | ↘31       | рабочий посёлок (пгт) Бурея         |
| 10 | Малиновка        | село                                    | ↘1126     | Малиновский сельсовет               |
| 11 | Муравка          | село                                    | ↘75       | рабочий посёлок (пгт) Бурея         |
| 12 | Николаевка       | село                                    | ↘808      | рабочий посёлок (пгт) Новобурейский |
| 13 | Новобурейский    | рабочий посёлок, административный центр | ↘6676     | рабочий посёлок (пгт) Новобурейский |
| 14 | Правая Райчиха   | село                                    | →23       | Успеновский сельсовет               |
| 15 | Родионовка       | село                                    | ↘249      | Родионовский сельсовет              |
| 16 | Семёновка        | село                                    | ↘92       | Родионовский сельсовет              |
| 17 | Старая Райчиха   | село                                    | ↘324      | Старорайчихинский сельсовет         |
| 18 | Талакан          | рабочий посёлок                         | ↘3132     | рабочий посёлок (пгт) Талакан       |
| 19 | Трёхречье        | село                                    | ↘32       | Родионовский сельсовет              |
| 20 | Тюкан            | железнодорожная станция                 | →6        | рабочий посёлок (пгт) Бурея         |
| 21 | Успеновка        | село                                    | ↘269      | Успеновский сельсовет               |
| 22 | Усть-Кивда       | село                                    | ↘156      | Малиновский сельсовет               |

### Упразднённые населенные пункты
30 октября 2000 года были упразднены село Куликовка и село Кулустай.

## Транспорт
Железнодорожный транспорт
Через Бурейский район проходит Транссибирская магистраль (Забайкальская железная дорога).
От железнодорожной станции Бурея отходит линия в Прогресс и Райчихинск.
Автомобильный транспорт
По территории района проходит федеральная автодорога Р-297 «Амур», сооружён мост через реку Бурею.
Сеть внутрирайонных дорог хорошо развита.